# Los Bilbao
Los Bilbao es una película de argentina de 2023 dirigida por Pedro Speroni.
La película fue seleccionada para competir en la sección oficial a la mejor película de la Competencia Argentina en la 24° edición del Buenos Aires Festival Internacional de Cine Independiente.

## Sinopsis
Iván, de 33 años, recorre la inmensa ala de una prisión de máxima seguridad hasta que llega a la última barandilla del lugar. Al otro lado, le espera una familia fragmentada por cinco años de ausencia.

## Premios y nominaciones
| Premio/Festival de Cine                                   | Fecha del evento                 | Categoría                            | Nominado   | Resultado | Ref.  |
| --------------------------------------------------------- | -------------------------------- | ------------------------------------ | ---------- | --------- | ----- |
| Buenos Aires Festival Internacional de Cine Independiente | 19 de abril al 1 de mayo de 2023 | Competencia argentina Mejor película | Los Bilbao | Pendiente | [ 2 ] |